# Prayola tottoni
Prayola tottoni är en nässeldjursart som beskrevs av Carré 1969. Prayola tottoni ingår i släktet Prayola och familjen Prayidae. Inga underarter finns listade i Catalogue of Life.